# Fonte de alimentação ininterrupta

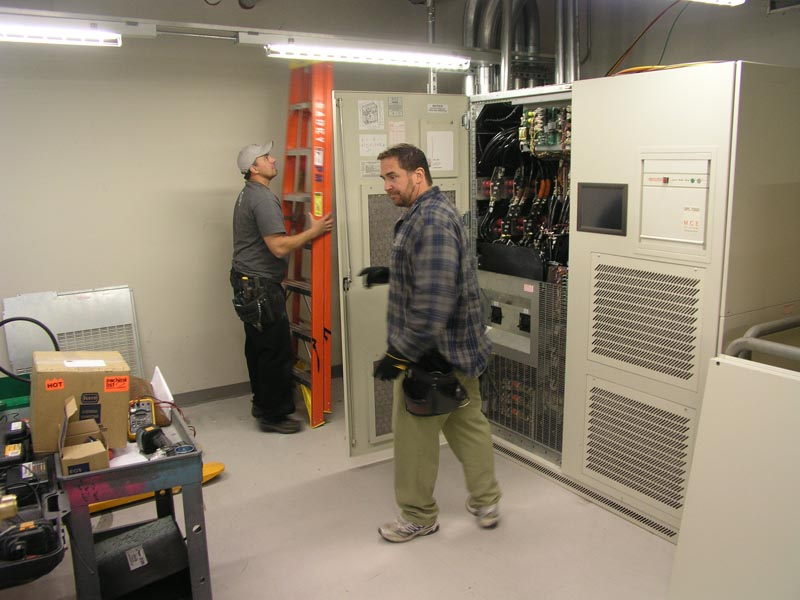
Um UPS dimensionado para centro de dados sendo instalado por eletricistas

Uma fonte de alimentação ininterrupta (em inglês UPS, uninterruptible power supply), comercialmente conhecida como nobreak, é um aparelho elétrico que fornece energia de emergência quando a rede elétrica falha. Um nobreak difere de um sistema de energia auxiliar ou gerador elétrico porque fornece proteção quase instantânea contra interrupções de energia, entregando de imediato a energia armazenada em baterias, supercapacitores ou volantes. A maioria dos nobreaks fornece um tempo de energia relativamente curto (apenas alguns minutos), mas que é suficiente para iniciar uma fonte de energia secundária ou desligar o equipamento adequadamente.
O nobreak recebe energia de duas ou mais fontes simultaneamente. É geralmente alimentado diretamente pela rede elétrica de corrente alternada e a transforma em corrente contínua, enquanto simultaneamente carrega uma bateria de armazenamento. Em caso de queda ou falha da rede, a bateria assume instantaneamente para que a carga não sofra interrupção. A quantidade de tempo que o UPS fornece geralmente é baseada em baterias e em conjunto com geradores. Esse tempo pode variar de um mínimo de 5 a 15 minutos a horas ou mesmo dias.
Um nobreak é normalmente usado para proteger hardwares de aplicações críticas, como computadores de centros de processamento de dados, centrais telefônicas de serviços emergenciais (polícia, bombeiros, resgate), sistemas de proteção patrimonial (alarmes, fechaduras e travas elétricas), setores sensíveis em hospitais e pronto socorros, ou outros equipamentos elétricos nos quais uma interrupção inesperada de energia pode causar avarias, fatalidades, comprometimento da segurança, interrupções graves nos negócios ou perda de dados. Nobreaks podem variar em tamanho, desde aquelas projetadas para proteger um único computador sem um monitor de vídeo (cerca de 200 volts-ampères) até grandes unidades que alimentam centros de dados ou edifícios inteiros. O maior nobreak do mundo, o Sistema de Armazenamento de Energia por Bateria (BESS) de 46 megawatts, em Fairbanks, no Alasca, fornece energia para toda a cidade e comunidades rurais próximas durante interrupções.

## Problemas comuns de energia
A função principal de qualquer nobreak é fornecer energia de curto prazo quando a fonte principal de alimentação falha. No entanto, a maioria das unidades UPS também é capaz, em graus variados, de corrigir problemas comuns de energia elétrica, como:
1. Picos de tensão ou sobretensão persistente;
2. Redução momentânea ou persistente na tensão da fonte de energia;
3. Queda de tensão;
4. Ruído, geralmente causado por equipamentos próximos;
5. Instabilidade da frequência da rede; e
6. Distorção harmônica.

1. ↑  GOUVÊA, Evaldo Chagas (2011). «Incorporação de um sistema nobreak com ultracapacitor em um microcomputador» (PDF). Repositório Institucional UNESP. Consultado em 19 de dezembro de 2022
2. ↑  «Electricity storage: Location, location, location … and cost – Battery storage for transmission support in Alaska». eia.gov. Energy Information Administration (EIA). 2012. Consultado em 23 de julho de 2012